# Suzuri-bako

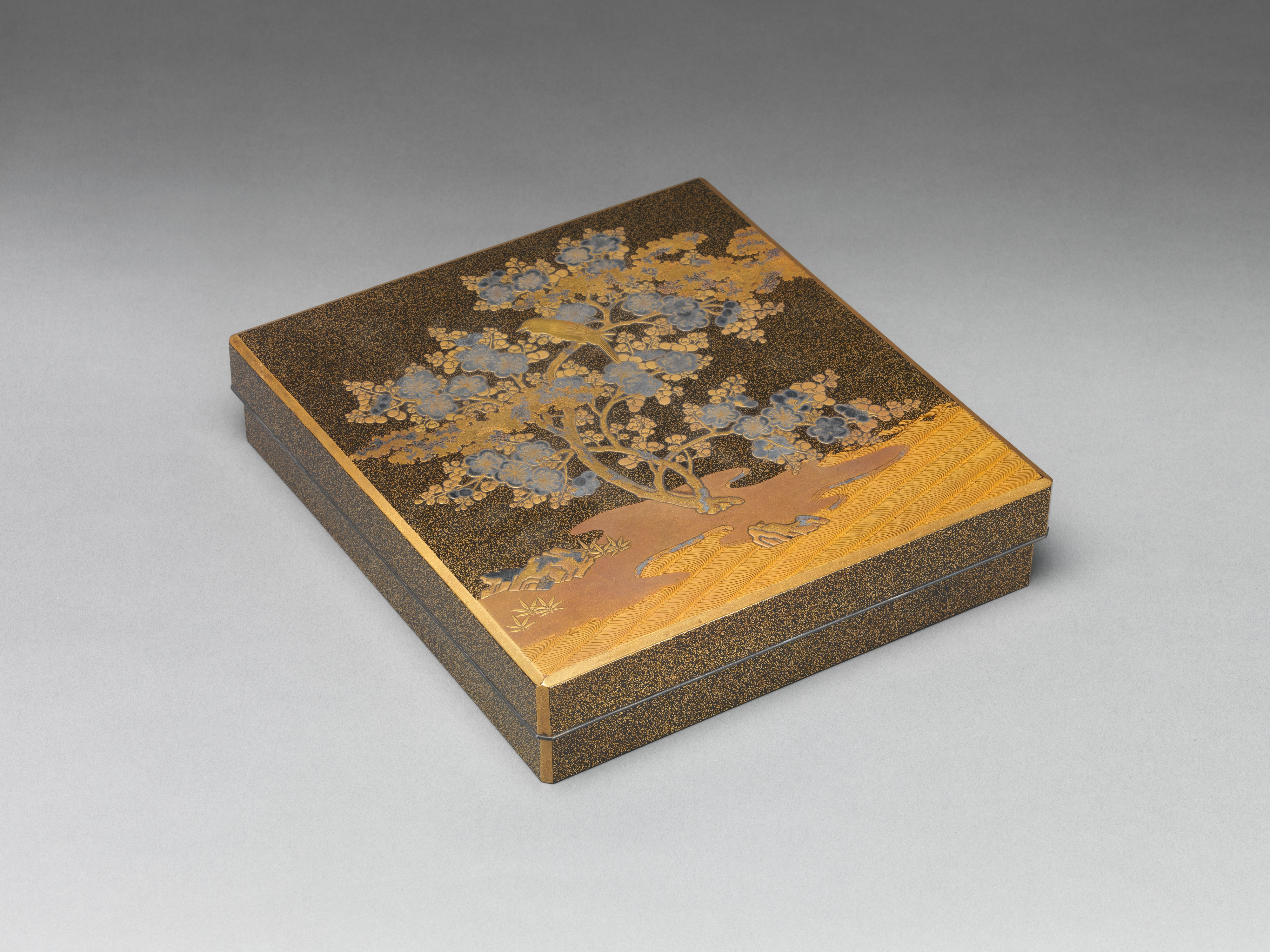
Suzuri-bako, madera lacada en oro y plata de 6 × 23,8 × 26 cm, conservada en el Museo Metropolitano de Arte de Nueva York.

Suzuri-bako (‘caja de escribir’) es un tipo de caja de escritura japonesa. Las cajas están hechas tradicionalmente de madera lacada y se utilizan para guardar herramientas de escritura.
Históricamente, las cajas se asociaron con la caligrafía, y como tales se hicieron usando materiales de alta calidad diseñados para salvaguardar las piedras de tinta de porcelana (Suzuri) de cualquier daño.

## Historia
Los primeros Suzuri-bako se desarrollaron en el siglo IX en Japón. En ese momento, la caligrafía era una parte integral de la sociedad japonesa. Para que un escritor produjera un guion de caligrafía de alta calidad, se necesitaba un conjunto de herramientas precisas. La más importante de estas herramientas fue la piedra de tinta, que se requirió para sostener y transferir tinta en el pincel del escritor. Tinta, palos, goteros de agua y un cuchillo pequeño también formaron parte del set de calígrafo. Suzuri-bako se diseñó para garantizar que las diversas herramientas que necesitaba un calígrafo estuvieran debidamente organizadas y protegidas.  Debido a la naturaleza insoluble de la laca a base de resina, el contenido de la caja de escritura estaba relativamente a salvo de la humedad. Dentro de las cajas cuadradas o rectangulares descansaban varias bandejas y soportes diferentes, cuyo diseño difería de un período a otro. Las primeras cajas eran lo suficientemente grandes para acomodar tanto los utensilios como los papeles del escritor, mientras que las cajas posteriores solo albergaban las herramientas. Un segundo tipo de caja, el ryōshibako, se usó en períodos posteriores para albergar documentos completos.
Las cajas Suzuri-bako continuaron desarrollándose más y más a medida que Japón progresaba en múltiples períodos. Mientras que las cajas de la primera época a menudo están decoradas con laca roja sólida, las cajas más modernas están decoradas de muchas maneras. Desde el período Muromachi en adelante, muchas cajas de escritura han sido decoradas con imágenes de las grandes obras literarias de Japón.  El Templo Kōdaiji en Kioto se asoció con un estilo de decoración Suzuri-bako que presentaba patrones asimétricos y pastos otoñales. En términos de laca, el negro, el marrón y el dorado son los colores más comunes que se ven en el Suzuri-bako más moderno. Durante el período Edo, muchas dotes incluían una Suzuri-bako.  Los avances en la tecnología y los procesos de fabricación durante la Era Meiji dieron como resultado un desarrollo de una serie de nuevas formas y tamaños de cajas.  La producción se redujo después de la sustitución a gran escala de la caligrafía, aunque las cajas todavía se producen en pequeña cantidad.

## Galería

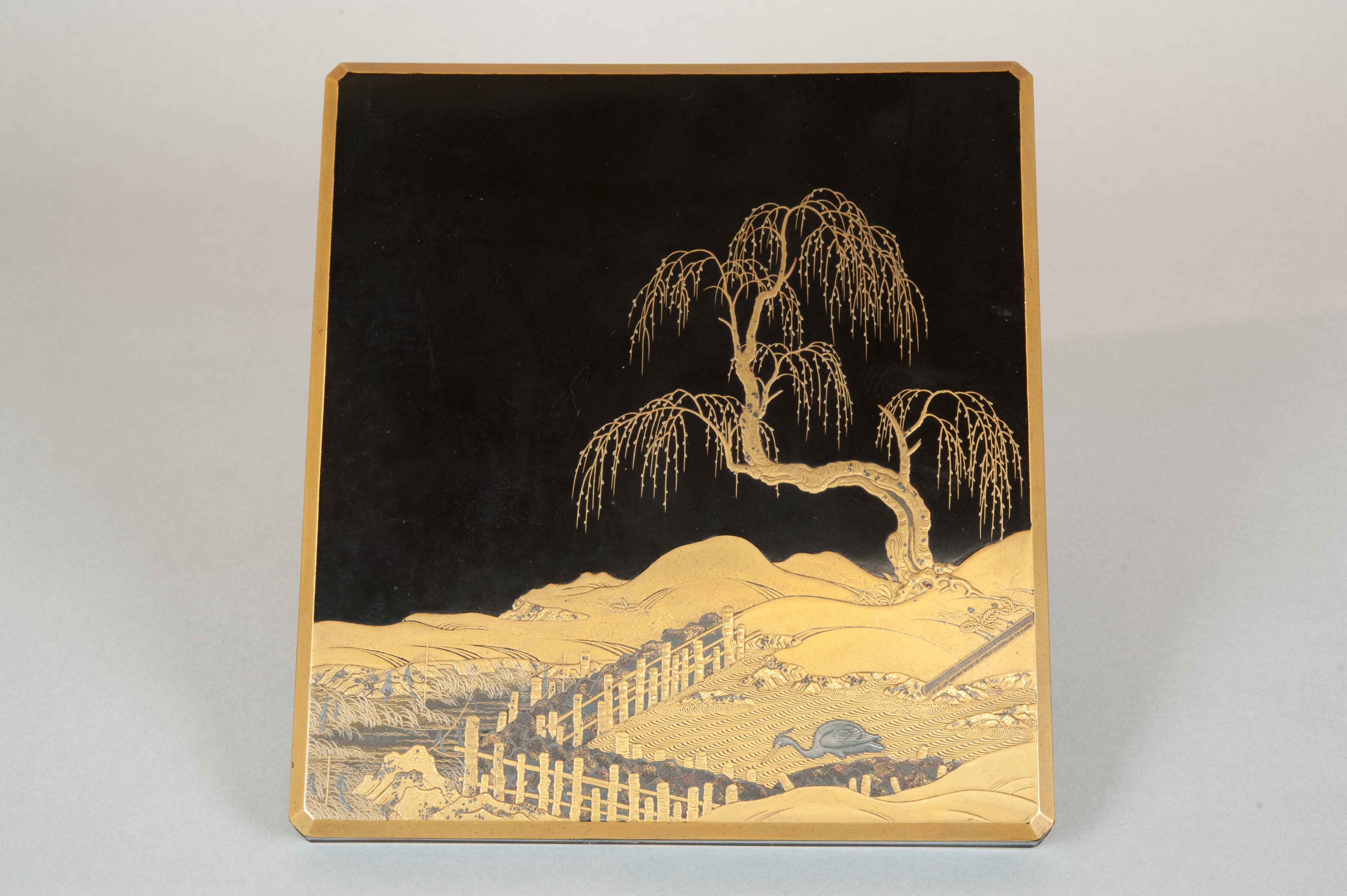
Suzuri-bako del siglo XIX.
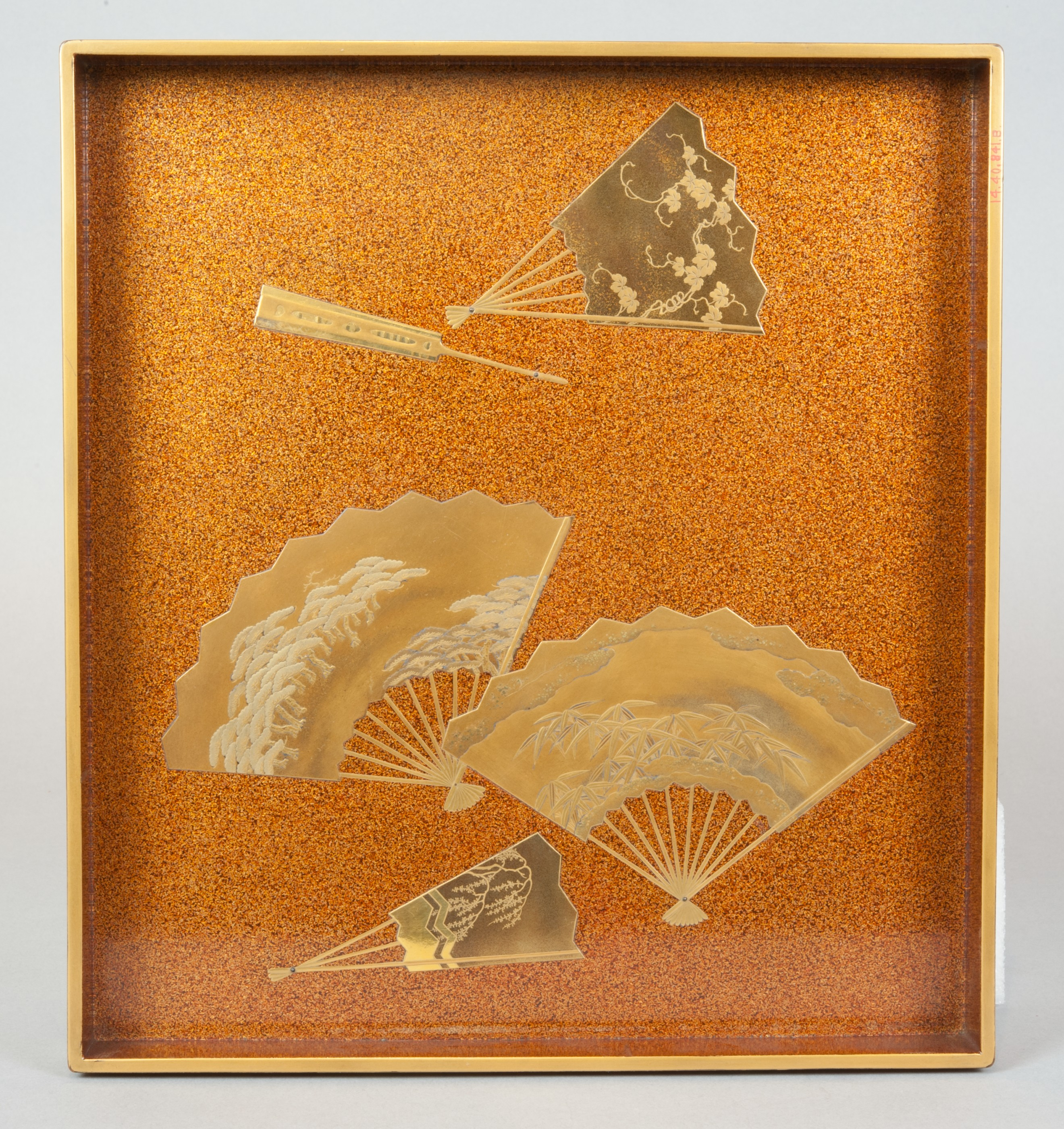
Suzuri-bako del siglo XVII representando abanicos,en madera lacada de oro y plata.
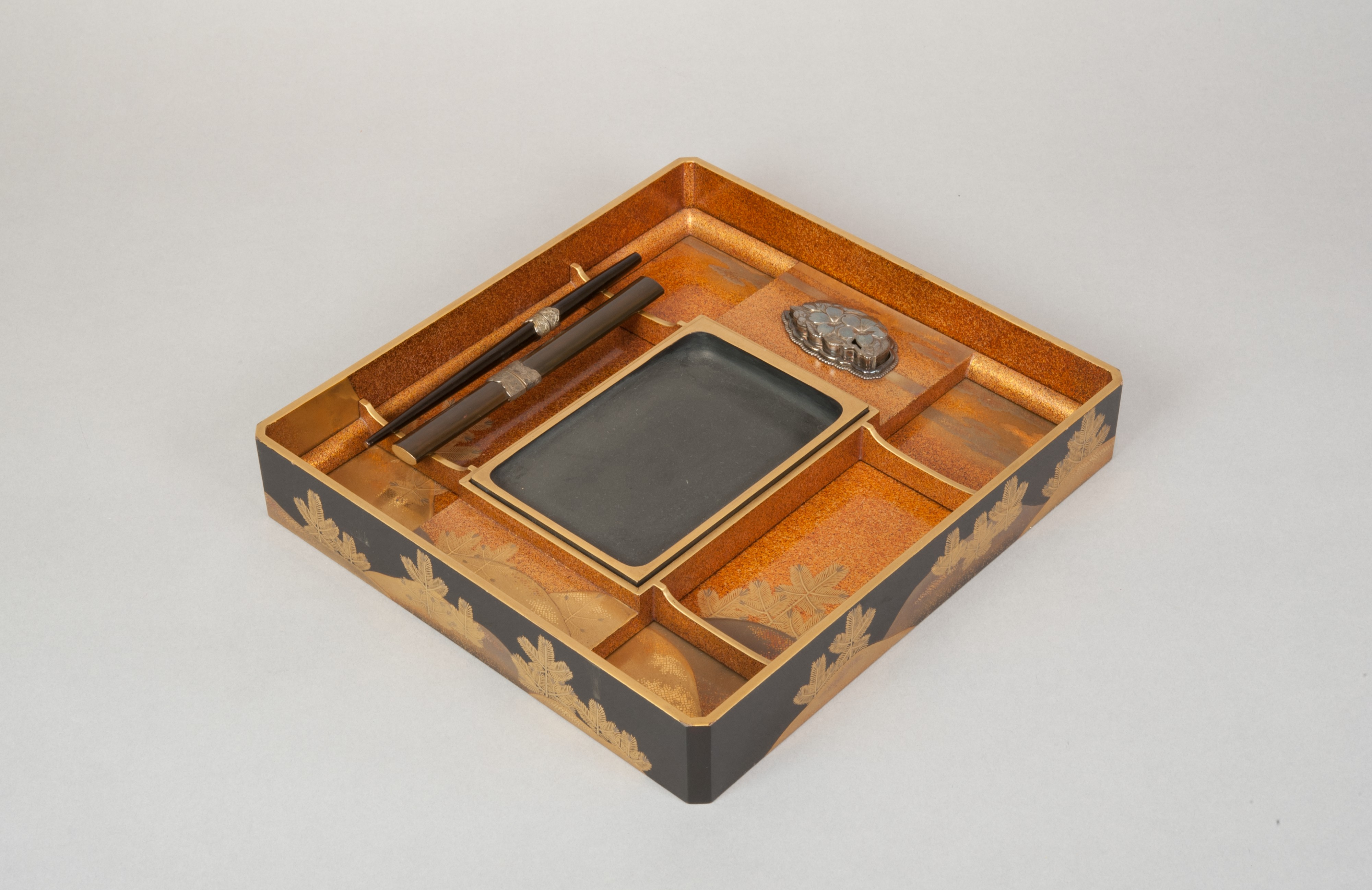
Compartimentos interiores de una Suzuri-bako del siglo XIX.
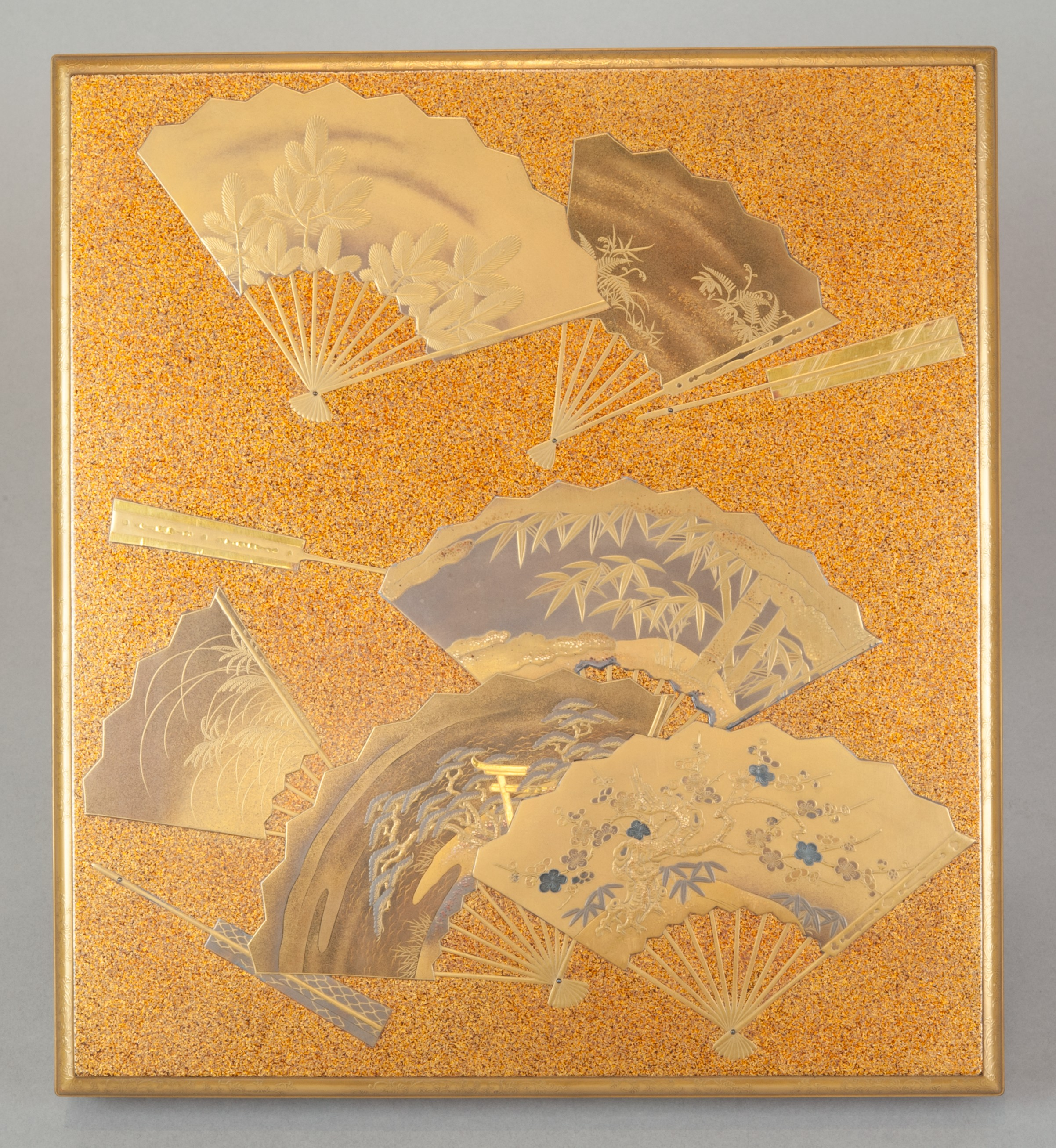
Suzuri-bako del departamento de Arte de Asia en el Museo Metropolitano de Arte.